# Arthur Woodburn
Arthur Woodburn, né le 25 octobre 1890 à Édimbourg et mort le 1er juin 1978 dans cette même ville,, est un homme politique britannique, secrétaire d'État à l'Écosse de 1947 à 1950.

## Biographie
Le plus jeune d'une famille écossaise de huit enfants, il est employé dans l'administration d'une fonderie lorsque débute la Première Guerre mondiale. Révolté de voir que des entreprises liées au commerce des armes « profitent de la misère, amassant d'immenses fortunes tandis que des hommes sur le front se battent et meurent », il est mu par les principes du socialisme internationaliste et refuse de partir pour la guerre. Par principe, il ne souhaite toutefois pas faire valoir à cet effet son statut de travailleur dans un secteur essentiel de l'économie de guerre : Lorsque la conscription est introduite en 1916, il prend les devants et écrit une lettre aux autorités pour les informer qu'il refuserait de partir à la guerre s'il devait être appelé. Ses objections étant morales et non pas religieuses, le statut d'objecteur de conscience lui est refusé, et il est incarcéré dans une minuscule cellule froide dans une prison sur Calton Hill et soumis aux travaux forcés. La nourriture est infecte et les prisonniers sont tenus au silence permanent. Ayant refusé d'être affecté à des tâches militaires quelles qu'elles soient, il n'est libéré qu'en avril 1919, après trois ans de prison.
Syndicaliste, il devient enseignant dans une école pour travailleurs adultes, opérée par des syndicats. En octobre 1939, à l'occasion d'une élection partielle, il est élu député de la circonscription écossaise de Clackmannan et Stirlingshire-est à la Chambre des communes du Parlement du Royaume-Uni, sous l'étiquette du Parti travailliste. Dans le gouvernement d'unité nationale de Winston Churchill durant la Seconde Guerre mondiale, il est secrétaire parlementaire privé auprès de Tom Johnston au bureau pour l'Écosse, de 1941 à 1945. Avec la victoire des travaillistes aux élections de 1945, il est d'abord sous-secrétaire d'État parlementaire auprès du ministre de l'Approvisionnement, John Wilmot, de 1945 à 1947. En 1947 le Premier ministre Clement Attlee le nomme secrétaire d'État à l'Écosse dans son gouvernement ; il occupe le poste jusqu'en 1950. Député sans discontinuer jusqu'en 1970, il meurt dans un hôpital d'Édimbourg en juin 1978,.